# Vijesti
Vijesti (черног. «Новости») — черногорская ежедневная газета.
Первый номер газеты вышел в Подгорице 1 сентября 1997 года. Издателем является компания Daily press.
В период провозглашения Черногорией независимости газета поддерживала её государственный суверенитет, но при этом подвергала критике действия Правительства, указывая на пробелы в процессе приватизации, монополизации и реализации реформ.
Газета имеет самый большой тираж в Черногории. Есть английская версия.
С 11 мая 2008 года вещает телеканал TV Vijesti, основателем и владельцем которого является эта газета.